# Loge De Waag
Loge De Waag is een vrijmetselaarsloge in de Antwerpse Kempen die behoort tot het Grootoosten van België. De bijeenkomsten worden gehouden op vrijdagavond in het tempelgebouw Stenehei 62, 2380 Dessel.

## Geschiedenis
De Waag werd opgericht op 9 juni 1974 door leden van de Antwerpse loge Les Elèves de Thémis en is de oudste vrijmetselaarsloge in de Antwerpse Kempen.  Alhoewel de vestigingsplaats Dessel is, opteren de oprichters ervoor om in de benaming te verwijzen naar Oosten Turnhout. Als logekleuren koos men groen, kenmerkend voor de bloei, en geel als symbool voor het zand van de Kempen. 
De loge werd op 9 juni 1974 door het Grootoosten van België erkend en kreeg het volgnummer 61. Het tempelgebouw, een typische Kempense Langgevelboerderij werd in 1980 ingewijd.

## Bekende leden
- Hubert Lampo, schrijver